# Mohammed Hamoud
Mohammed H. Hamoud (* 1936) ist ein irakischer Jurist und Diplomat.

## Leben
Hamoud absolvierte seine universitäre Ausbildung an der Universität Bagdad, wo ihm 1959 der Bachelor of Law verliehen wurde. Nach Abschluss seines Studiums arbeitete er zunächst als Rechtsanwalt. 1962 nahm Hamoud ein postgraduales Studium mit Vertiefungsrichtung Öffentliches Recht an der Universität Montpellier auf. Dieses schloss er 1965 erfolgreich ab. Zwei Jahre später wurde ihm, ebenfalls in Montpellier, der Doktortitel verliehen. Im selben Jahr begann er als Dozent an seiner Alma Mater zu unterrichten. Nachdem er 1973 die Haager Akademie für Völkerrecht besucht hatte, erhielt er einen Ruf auf eine Professur für Völkerrecht an der Universität Bagdad. Diese hatte er zunächst bis 1981 inne. In dieser Zeit leitete er von 1974 bis 1979 auch die Abteilung für Internationales Recht an der Juristischen Fakultät der Hochschule. Im Jahr 1981 war er zunächst Gesandter und dann Botschafter des irakischen Außenministeriums. Bis 1986 leitete er die Rechtsabteilung des Ministeriums. Danach kehrte er 1986 auf seinen Lehrstuhl an der Universität zurück und nahm dann 1988 den Anwaltsberuf wieder auf. Zwischen 1997 und 2003 war Hamoud mehrfach als Berater für das Außenministerium seines Heimatlandes tätig. Nach Ende des Dritten Irakkriegs kehrte er in den öffentlichen Dienst zurück, übernahm zunächst erneut die Leitung der Rechtsabteilung im Außenministerium, bevor er 2004 zum Unterstaatssekretär am Außenministerium ernannt wurde. Dort war er bis 2010 zuständig für den Bereich Internationale Organisationen und Menschenrechte. In dieser Position war Hamoud unter anderem mit der Koordination der Zusammenarbeit zwischen den Organisationen der Vereinten Nationen und der irakischen Regierung betraut. Zudem war er als Stellvertretender Vorsitzender des Verfassungsausschusses maßgeblich an der Ausarbeitung der irakischen Verfassung beteiligt. Auf internationaler Ebene trat Hamoud unter anderem als Mitglied der irakischen Delegation bei den Verhandlungen zum UN-Seerechtsübereinkommen in Erscheinung. Auch führte er die irakische Delegation bei den Verhandlungen zu Schaffung des Internationalen Seegerichtshofs und der Internationalen Meeresbodenbehörde an. 2014 wurde Hamoud für die Wahl zum Richter am Internationalen Seegerichtshof in Hamburg vorgeschlagen, scheiterte jedoch. Er ist Mitglied des Ständigen Schiedshofs in Den Haag.